# 신인식 (성직자)
신인식(申仁植, 1892년 12월 6일 ~ 1968년 8월 12일)은 한국의 가톨릭 신부이다. 세례명은 바오로이다.

## 생애
충청남도 서산군의 가톨릭 신자 가정에서 태어났다. 천주교 성지로 유명한 당진군 합덕으로 어릴 때 이주하여 그곳에서 자랐으며, 사제가 될 뜻을 품고 예수성심신학교에서 입학해 공부했다.
1920년 신학교를 졸업하고 종현성당(현 명동성당)에서 사제 서품을 받았다. 종현본당 보좌신부와 약현본당(현 중림동본당) 보좌신부를 거쳐서 명동 성가기숙사의 사감으로 근무했다. 1937년 황해도 신천군 신천본당 주임신부, 1938년 동성소신학교 교장, 1945년 미아동본당 창설 신부 등을 역임했다. 조선어학회의 사전 편찬 작업에 참여하여 천주교 관계 항목을 집필하기도 하였다.
혜화동 소신학교장 등으로 재임 중이던 일제강점기 말기에 중일 전쟁과 태평양 전쟁에 따른 전시체제 구축에 협력한 혐의가 있다. 천주교계는 중일 전쟁 발발 1년 후인 1938년 국가총동원령 실시와 함께 경성교구가 국민정신총동원연맹에 참가하면서부터 각종 관제 행사와 전쟁자금 모금 활동에 참여하였고, 신인식은 국민총력천주교경성교구연맹 이사를 맡아 학도병 지원 독려 강연에 직접 나섰다.
광복 후 대학 강사로 일하면서 일제 말기인 1942년에 종교 탄압으로 폐교되었던 예수성심신학교를 부활시켜 가톨릭대학교의 전신인 경성천주공교신학교를 세웠다. 이후 약현성당 주임신부, 대방동본당 주임신부, 명동본당 주임신부 등을 역임했다. 사회사업에도 관심을 기울여 1946년 당시 경기도 지역이던 잠실에 고아원인 성심원을 개설하였고, 1949년 성심학관, 1954년 성요셉간호고등기술학교를 설립하였다. 1964년 은퇴했다.

## 사후
2008년 발표된 민족문제연구소의 친일인명사전 수록예정자 명단의 종교 부문에 포함되어 있다. 이에 대하여 천주교 서울대교구는 “전쟁 마지막 시기 종교 등 각 단체 책임을 진 인물은 일본이 강압적으로 만든 총동원단체의 장이 될 수밖에 없는 불가피한 상황이었음을 고려해야 한다.”고 밝히고, 신인식이 형식적으로 단체에 이름을 올렸을 뿐 적극 협력자는 아니었다고 주장했다.

## 같이 보기
- 국민총력천주교경성교구연맹

## 참고자료
- “"친일명단에 포함된 가톨릭인사 7명 "”. 평화신문. 2008년 5월 11일. 2014년 5월 5일에 원본 문서에서 보존된 문서. 2008년 7월 8일에 확인함.
- “중림동본당 성직자 소개 - 5代, 7代  신인식 바오로 신부”. 가톨릭인터넷 굿뉴스. 2008년 2월 22일에 확인함.